# أمين بنسعيد
أمين بنسعيد أكاديمي مغربي ورئيس جامعة الأخوين في إفران.
ولد بنسعيد في مدينة فاس عام 1968، حصل في عام 1986 على الباكالوريا من ثانوية مولاي سليمان. وهو حاصل على الإجازة في نظم المعلومات في المغرب، وماجيستر في هندسة الكمبيوتر، وشهادة الدكتوراه في علوم وهندسة الكمبيوتر من جامعة جنوب فلوريدا بالولايات المتحدة الأمريكية. بدأ حياته المهنية في المغرب عام 1994 كأستاذ في جامعة الأخوين قبل أن يتولى منصب رئيس قسم تقنية المعلومات بها في العام 1998، وعين في عام 2001 عميدا لكلية الهندسة قبل أن يتولى في العام 2011 وإلى غابة 2019 مهام رئيس جامعة مونديابوليس في الدار البيضاء. يرأس منذ العام 2017 مجلس إدارة اللجنة المغربية الأمريكية للتبادل التعليمي والثقافي.
في 12 نوفمبر 2019 تولى رسميًا رئاسة جامعة الأخوين بعد تعيين الملك محمد السادس له رئيسًا للجامعة خلقًا لـإدريس أوعويشة.

## المسيرة الأكاديمية
بدأ بنسعيد مسيرته الأكاديمية في جامعة الأخوين عام 1994 حيث أصبح رئيسًا لقسم علوم الكمبيوتر عام 1998، وعميدًا لكلية العلوم والهندسة عام 2001، ونائبًا للرئيس للشؤون الأكاديمية والبحثية عام 2007. في عام 1999 كان باحثًا في برنامج فولبرايت وأستاذًا زائرًا في جامعة كارنيجي ميلون. كان أيضًا رئيسًا لجامعة مونديابوليس في الدار البيضاء بين عامي 2011 و2019، وعضوًا في المجلس الأكاديمي للجامعات الفخرية المتحدة وهي شبكة تعليم عالي خاصة لعموم إفريقيا. في عام 2017 تم تعيين بنسعيد رئيسًا لمجلس إدارة اللجنة المغربية الأمريكية للتبادل التربوي والثقافي خلفًا لحسن مكوار العميد السابق لجامعة محمد الأولى في وجدة. في نوفمبر 2019 عيّنه ملك المغرب رئيسًا لجامعة الأخوين خلفًا لإدريس عويشة الذي عُيّن وزيراً منتدباً للتعليم العالي والبحث العلمي.